# Region Sjælland
Region Sjælland er etableret den 1. januar 2007 som en del af den danske kommunalreform 2007, vedtaget af Folketinget den 16. juni 2005, som har erstattet de traditionelle amter med fem regioner. Det første valg til regionsrådene fandt sted den 15. november 2005.
Samtidig blev de mindre kommuner slået sammen til større enheder, således at antallet af kommuner faldt fra 271 (før 1. januar 2006, hvor Ærø Kommune blev dannet) til 98. Sammenlægning med Region Hovedstaden 1. januar 2027.
Navnet på regionen kan være lidt misvisende, da det ikke dækker hele øen Sjælland. Den nordøstlige del af øen, herunder København, Hillerød og Helsingør, tilhører Region Hovedstaden. Region Sjælland omfatter også øerne Lolland, Falster, Møn og flere mindre øer.
Regionen består af de tidligere Roskilde, Storstrøms og Vestsjællands Amter, hvor regionshuset er placeret i Sorø.
De tre mest folkerige kommuner i Region Sjælland er Roskilde, Næstved og Slagelse med hhv. 81.285, 80.954 og 77.457 indbyggere pr. januar 2009.
Regionen har et budget på 15,9 milliarder kroner og beskæftiger omkring 15.000 ansatte.
Statslige opgaver i Region Sjælland blev varetaget af Statsforvaltningen fra 1. januar 2007 indtil 31. marts 2019. Fra 1. april 2019 varetages statslige opgaver i regionerne af Familieretshuset, Styrelsen for International Rekruttering og Integration (SIRI) samt Ankestyrelsen.
Regionen bliver fra 1. januar 2027 sammenlagt med region Hovedstaden. Den sammenlagte region kommer til at hedde Region Østdanmark, hvis første regionsråd vælges ved Kommunal- og regionsrådsvalg 2025.

## Kommuner i regionen
| - Faxe Kommune - Greve Kommune - Guldborgsund Kommune - Holbæk Kommune - Kalundborg Kommune - Køge Kommune - Lejre Kommune - Lolland Kommune - Næstved Kommune - Odsherred Kommune - Ringsted Kommune - Roskilde Kommune - Slagelse Kommune - Solrød Kommune - Sorø Kommune - Stevns Kommune - Vordingborg Kommune | Region Sjællands kommuner |

## Regionsrådet
Ligesom i de andre regioner, består det sjællandske regionsråd af 41 folkevalgte medlemmer. Det seneste valg til Regionsrådet fandt sted i 2021. En gang om måneden er der åbne regionsrådsmøder hvor der efter behov nedsættes politiske udvalg og fora, som belyser aktuelle opgaver og fremlægger deres vurdering for Regionsrådet. Den første regionsrådsformand var Kristian Ebbensgaard fra Venstre. Nuværende regionsrådsformand, Heino Knudsen fra Socialdemokratiet, overtog embedet i 2018. De 41 medlemmer fordeler sig således:

### Mandatfordeling
| 14 | 2 | 3 | 3 | 4 | 13 |  |  |

| 30 | 11 |

| 12 |  | 3 | 8 | 5 | 12 |

| 28 | 13 |

| 11 |  | 2 | 2 |  | 7 | 13 | 4 |

| 24 | 17 |

| 14 | 2 | 3 | 2 |  | 6 | 10 | 3 |

| 25 | 16 |

| 15 | 2 | 5 | 2 | 3 | 2 | 10 | 2 |

| 19 | 22 |

| 16 | 2 | 6 | 3 |  | 2 | 9 | 2 |

| 19 | 22 |

### Nuværende regionsråd
| Navn                                         | Parti                                    |
| -------------------------------------------- | ---------------------------------------- |
| Heino Knudsen (Regionsrådsformand 2021-2024) | Socialdemokratiet - 15 mandater          |
| Jorun Bech                                   | Socialdemokratiet - 15 mandater          |
| Susanne Lundvald                             | Socialdemokratiet - 15 mandater          |
| Trine Birk Andersen (2024 - )                | Socialdemokratiet - 15 mandater          |
| Anne Chr. Thilemann                          | Socialdemokratiet - 15 mandater          |
| Kirsten Rask                                 | Socialdemokratiet - 15 mandater          |
| Dennis A. Jørgensen                          | Socialdemokratiet - 15 mandater          |
| Jan Hendeliowitz                             | Socialdemokratiet - 15 mandater          |
| Camilla Aff Bredegaard                       | Socialdemokratiet - 15 mandater          |
| Kathrine Monsrud Ekelund                     | Socialdemokratiet - 15 mandater          |
| Felex Pedersen                               | Socialdemokratiet - 15 mandater          |
| Helle Lethmar                                | Socialdemokratiet - 15 mandater          |
| Stina Højgaard                               | Socialdemokratiet - 15 mandater          |
| René Vejby Kierch                            | Socialdemokratiet - 15 mandater          |
| Kenneth Nielsen                              | Socialdemokratiet - 15 mandater          |
| Jacob Jensen                                 | Venstre - 10 mandater                    |
| Kirsten Devantier                            | Venstre - 10 mandater                    |
| Anders Koefoed                               | Venstre - 10 mandater                    |
| Dorthe Adelsbech                             | Venstre - 10 mandater                    |
| Camilla Hove Lund                            | Venstre - 10 mandater                    |
| Flemming Damgaard Larsen                     | Venstre - 10 mandater                    |
| Jens Ravn                                    | Venstre - 10 mandater                    |
| Lone Mortensen                               | Venstre - 10 mandater                    |
| Ali Ünsal                                    | Venstre - 10 mandater                    |
| Jacob Panton                                 | Venstre - 10 mandater                    |
| Christian Wedell-Neergaard                   | Det Konservative Folkeparti - 5 mandater |
| Helge Adam Møller                            | Det Konservative Folkeparti - 5 mandater |
| Tina-Mia Eriksen                             | Det Konservative Folkeparti - 5 mandater |
| Lars Lindskov                                | Det Konservative Folkeparti - 5 mandater |
| Helle Laursen Petersen                       | Det Konservative Folkeparti - 5 mandater |
| Tina Boel                                    | Socialistisk Folkeparti - 3 mandater     |
| Maja Roesen                                  | Socialistisk Folkeparti - 3 mandater     |
| Jette Leth Buhl                              | Socialistisk Folkeparti - 3 mandater     |
| Jan Herskov                                  | Dansk Folkeparti - 2 mandater            |
| Gitte Simoni                                 | Dansk Folkeparti - 2 mandater            |
| Bruno Jerup                                  | Enhedslisten - 2 mandater                |
| Carli Hækkerup                               | Enhedslisten - 2 mandater                |
| Githa Nelander                               | Nye Borgerlige - 2 mandater              |
| Thomas Vesth                                 | Nye Borgerlige - 2 mandater              |
| Anne Møller Ronex                            | Radikale Venstre - 2 mandater            |
| Jeppe Fransson                               | Radikale Venstre - 2 mandater            |

| Navn           | Skiftet fra      | Skiftet til                 | Dato             |
| -------------- | ---------------- | --------------------------- | ---------------- |
| Gitte Simoni   | Dansk Folkeparti | Løsgænger                   | 17. juni 2022    |
| Ali Ünsal      | Venstre          | Det Konservative Folkeparti | 8. august 2022   |
| Thomas Vesth   | Nye Borgerlige   | Liberal Alliance            | 10. oktober 2022 |
| Gitte Simoni   | Løsgænger        | Socialdemokratiet           | 14. februar 2023 |
| Githa Nelander | Nye Borgerlige   | Løsgænger                   | 3. maj 2024      |
| Githa Nelander | Løsgænger        | Dansk Folkeparti            | 9. august 2024   |

| Udtrådt       | Indtrådt       | Parti             | Dato              |
| ------------- | -------------- | ----------------- | ----------------- |
| Jacob Jensen  | Evan Lynnerup  | Venstre           | 17. december 2022 |
| Jacob Panton  | Bent Jørgensen | Venstre           | 8. december 2023  |
| Heino Knudsen | John Hansen    | Socialdemokratiet | 2. september 2024 |

### Regionsrådet 2018-2022
| Navn                              | Parti                           |
| --------------------------------- | ------------------------------- |
| Heino Knudsen (Regionrådsformand) | Socialdemokratiet - 14 mandater |
| Freddy Blak                       | Socialdemokratiet - 14 mandater |
| Jorun Bech                        | Socialdemokratiet - 14 mandater |
| Susanne Lundvald                  | Socialdemokratiet - 14 mandater |
| Kirsten Rask                      | Socialdemokratiet - 14 mandater |
| Jan Hendeliowitz                  | Socialdemokratiet - 14 mandater |
| Nicolai Nicolaisen                | Socialdemokratiet - 14 mandater |
| Annemarie Knigge                  | Socialdemokratiet - 14 mandater |
| Charlotte Petersson               | Socialdemokratiet - 14 mandater |
| Camilla Aff Bredegaard            | Socialdemokratiet - 14 mandater |
| Jens Gredal                       | Socialdemokratiet - 14 mandater |
| John Wennerwald                   | Socialdemokratiet - 14 mandater |
| Felex Pedersen                    | Socialdemokratiet - 14 mandater |
| Trine Birk Andersen               | Socialdemokratiet - 14 mandater |
| Jacob Jensen                      | Venstre - 10 mandater           |
| Kirsten Devantier                 | Venstre - 10 mandater           |
| Anders Koefoed                    | Venstre - 10 mandater           |
| Flemming Damgaard Larsen          | Venstre - 10 mandater           |
| Jens Ravn                         | Venstre - 10 mandater           |
| Evan Lynnerup                     | Venstre - 10 mandater           |
| Claus Bakke                       | Venstre - 10 mandater           |
| Lene Madsen Milner                | Venstre - 10 mandater           |
| Camilla Hove Lund                 | Venstre - 10 mandater           |
| Bodil Sø                          | Venstre - 10 mandater           |
| Peter Jacobsen                    | Dansk Folkeparti - 6 mandater   |
| Gitte Simoni                      | Dansk Folkeparti - 6 mandater   |
| Per Nørhave                       | Dansk Folkeparti - 6 mandater   |
| Lars Folmann                      | Dansk Folkeparti - 6 mandater   |
| Julie Jacobsen                    | Dansk Folkeparti - 6 mandater   |
| Jan Herskov                       | Dansk Folkeparti - 6 mandater   |
| Christian Wedell-Neergaard        | Konservative - 3 mandater       |
| Brigitte Klintskov Jerkel         | Konservative - 3 mandater       |
| Per Hovmand                       | Konservative - 3 mandater       |
| Bruno Jerup                       | Enhedslisten - 3 mandater       |
| Ursula Dieterich-Pedersen         | Enhedslisten - 3 mandater       |
| Jørgen Holst                      | Enhedslisten - 3 mandater       |
| Anne Møller Ronex                 | Radikale Venstre - 2 mandater   |
| Lars Hoppe Søe                    | Radikale Venstre - 2 mandater   |
| Tina Boel                         | SF - 2 mandater                 |
| Torben Haack                      | SF - 2 mandater                 |
| Egon Bo                           | Liberal Alliance - 1 mandat     |

| Dato              | Udtrådt                   | Indtrådt           | Parti        |
| ----------------- | ------------------------- | ------------------ | ------------ |
| 16. december 2019 | Ursula Dieterich-Pedersen | Anna Bondo Nielsen | Enhedslisten |
| 13. januar 2020   | Brigitte Klintskov Jerkel | Ellen Knudsen      | Konservative |

### Regionsrådsformænd
| Navn                 | Parti             | Periode                            |
| -------------------- | ----------------- | ---------------------------------- |
| Kristian Ebbensgaard | Venstre           | 1. januar 2007 - 31. december 2009 |
| Steen Bach Nielsen   | Socialdemokratiet | 1. januar 2010 - 31. december 2013 |
| Jens Stenbæk         | Venstre           | 1. januar 2014 - 31. december 2017 |
| Heino Knudsen        | Socialdemokratiet | 1. januar 2018 - 1. oktober 2024   |
| Trine Birk Andersen  | Socialdemokratiet | 1. oktober 2024 -                  |

## Sygehusplan
Det tidligere regionsråd vedtog i 2007 en sygehusplan, som gik ud på at have specialsygehuse i Roskilde og Næstved og akutsygehuse i Nykøbing Falster, Holbæk,Slagelse og Køge.
Sygehusplanen blev kritiseret af det nationale ekspertråd, som mente at det ikke i tilstrækkelig grad at havde gjort nok for at samle specialerne med faldende faglighed og ekspertise til følge:
"Ekspertpanelet vurderer, at Region Sjælland på væsentlige punkter ikke efterlever Sundhedsstyrelsens udmeldinger (...) Samlet vurderer ekspertpanelet, at Region Sjællands sygehusplan er væsentligt mere kortsigtet og mindre ambitiøs end de øvrige regioners. Det er vanskeligt at se, hvilket sygehusvæsen der tegner sig på længere sigt i regionen, og planen indeholder kun få egentlige strukturændringer".
Dette medførte at Region Sjælland antages at være blevet forbigået i forbindelse med uddeling af midler til styrkelse af sygehusindsatsen.
Region Sjælland har desuden den højeste dødelighed på landets hospitaler.
Regionsrådet i Region Sjælland vedtog en ny sygehusstruktur 2010.
Sygehusplanen kom i høring den 3. februar til 26. februar 2010. Regionsrådet traf en beslutning den 16. marts 2010.
Opgaven er at beslutte, hvordan sygehusstrukturen skal være i år 2020.
Der vil være ét Hovedsygehus i regionen, hvor alle de mere specielle behandlinger finder sted, 2-3 akuthussygehuse, og en del mindre skadeklinikker.